# Nanshi

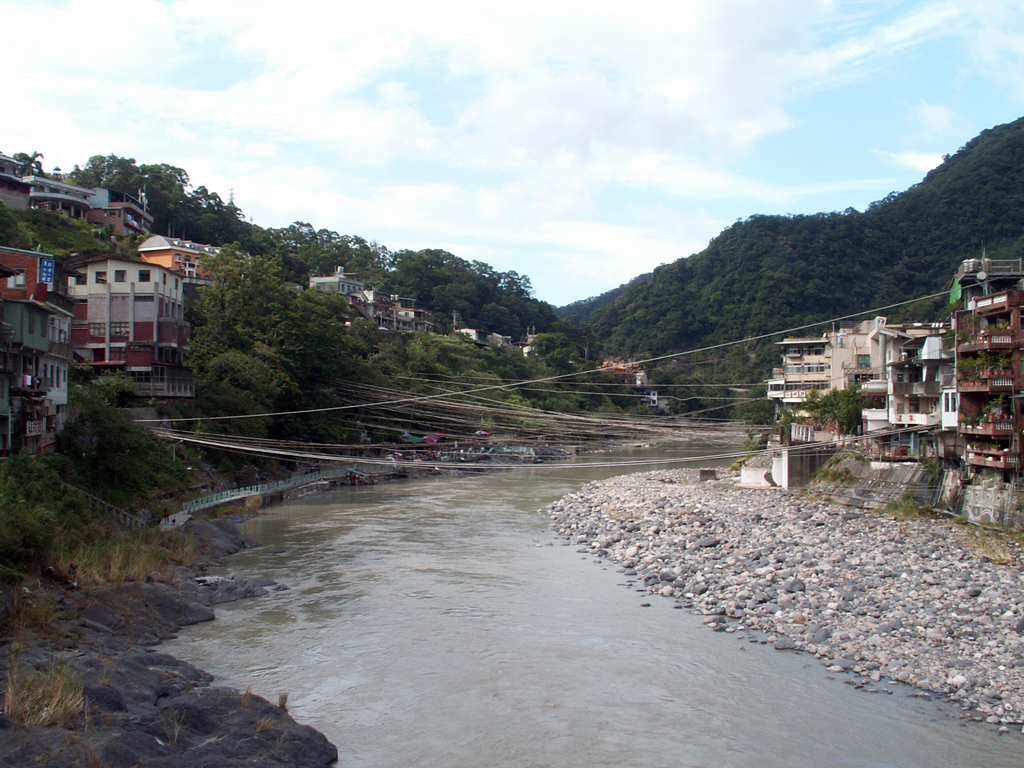
Il Nanshi a Wulai

Il Nanshi (cinese tradizionale: 南勢溪; daighi tongiong pingim: Lamsiw kev) è un fiume di Taiwan. Esso scorre per 45 km totali attraverso la città di Wulai nella contea di Taipei, la stessa contea, una piccola parte meridionale della città di Xindian e della contea di Yilan.
Durante il percorso all'altezza di Guishan, zona di Xindian, si unisce al fiume Beishi per andare a formare il più grande fiume Xindian, omonimo della città.
Nei suoi punti più avanzati, il fiume fa parte di alcuni degli scenari naturali più apprezzati dell'isola.